# Leticia Huijara
Leticia Huijara – meksykańska aktorka filmowa, grająca także w telenowelach.

## Wybrana filmografia
- 2014: Twoja na zawsze jako Esperanza Santander Alarcón Vda. de Rivas

## Nagrody i nominacje

### Premios Ariel
| Rok  | Kategoria                  | Film                      | Wynik     |
| ---- | -------------------------- | ------------------------- | --------- |
| 2002 | Mejor coactuación femenina | Ciudades oscuras          | Nominacja |
| 1998 | Najlepsza aktorka          | Por si no te vuelvo a ver | Wygrana   |
| 1994 | Mejor coactuación femenina | Dos crímenes              | Nominacja |

### Premios TVyNovelas
| Rok  | Kategoria                                                  | Telenowela        | Wynik     |
| ---- | ---------------------------------------------------------- | ----------------- | --------- |
| 2017 | Najlepsza aktorka współpracująca (Mejor Actriz Co-estelar) | Despertar contigo | Nominacja |